# Сапон Володимир Миколайович
Володимир Миколайович Сапон (народився 20 липня 1951 в селі Рудка Чернігівського району Чернігівської області — помер 2 жовтня 2017) — український письменник, журналіст, краєзнавець, член Національної спілки письменників України, Заслужений журналіст України.

## Життєпис
Закінчив філологічний факультет Ніжинського педагогічного інституту ім. М. Гоголя.
Понад три десятиліття працював журналістом у Чернігові, зокрема, в обласних газетах «Гарт» та «Деснянська правда».
В 1992 разом з колегами засновують журнал «Чернігів» (з 1993 виходить під назвою «Літературний Чернігів»). З того часу — член редколегії цього журналу.
Член Національної спілки письменників України (з 2004) та Національної спілки краєзнавців України.

## Творчість
Є автором:
- поетичних збірок «Зірка на пілотці» (1985), «Замкова гора» (2001), «Щаслава» (2009), «Мама Ніна із Ніневії»[4][5],
- дитячої збірки «Лісова аптека» (2004),
- історико-краєзнавчих книг «Призабуті стежки сіверянської Кліо» (2003), «Чернігів древній і сучасний» (2003, 2006), «Седнів» (2004), «Таємниці назв наших сіл і міст»(2005), «Вулиці старого Чернігова» (2007), «Меди і полини історії» (2013), «Моя Шевченкіана» (2014),
- художньо-публіцистичної книжки «Дещо із щоденника» (2011), «Страсбурзький пиріг» (2013).

Має кілька книжок у співавторстві: «Мандрівка по вертикалі» (1994, з Миколою Будлянським), «Одіссея Юрія Лисянського» (2012, з Віктором Шевченком) та інші.
Є автором передмов і упорядником збірок поезій Петра Пулінця «Брате мій, журавлику…» (2002), Олександра Самійленка «Вірші з Ніжина» (2010) та антології поезії та прози сучасних письменників Чернігівщини «Толока» (2012, спільно з Михасем Ткачем).
Є одним із укладачів книжки «Чернігівська Шевченкіана» (2015).
Окремі видання:
1. Зірка на пілотці: поезії / передм. С. Реп'яха. — К. Рад. письменник, 1985. — 70 с.: іл. портр. — (Перша кн. поета).
2. Мандрівка по вертикалі: [докум. проза]. — Чернігів: РВК «Деснян. правда», 1994. — 80 с. Співавт.: М. Будлянський.
3. Білі халати — колір надії: [докум. проза]. — Чернігів: РВК «Деснян. правда», 1996. — 48 с. Співавт.: М. Будлянський.
4. Замкова гора: поезії. / ред. С. Реп'ях. — Чернігів: Чернігів. обереги, 2001. — 56 с.
5. Призабуті стежки сіверянської Кліо: іст.-краєзн. нариси. — Чернігів: РВК «Десн. правда», 2003. — 56 с.
6. Чернігів древній і сучасний: путівник. — Чернігів: РВК «Деснян. правда», 2003. — 64 с. — (Укр., рос., англ. мовами).
7. Седнів: іст.-краєзн. етюди. — Ніжин: ТОВ "Вид-во «Аспект-Поліграф», 2004. — 100 с.
8. Лісова аптека: [поезії для малят] / худож. В. Мухіна, О. Мяснікова. — Чернігів: РВК «Деснян. правда»,
9. 2004. — 12 с.
10. Чернігів древній і сучасний: путівник / 2-ге вид. — Чернігів: РВК «Деснян. правда», 2006. — 64 с.: іл. — (Історичні пам'ятки Чернігова). — (Укр., англ. мовами).
11. Таємниці назв наших міст і сіл: іст. топоніміка Чернігівщини. — Чернігів: Чернігів. обереги, 2005. — 64 с.
12. Вулиці старого Чернігова: іст.-краєзн. етюди. — Чернігів: РВК «Десн. правда», 2007. — 128 с.: іл.
13. Щаслава: поезія, твори для дітей, проза / худож. Ф. Кравчук. — Чернігів: Чернігів. обереги, 2009. — 160 с.
14. Дещо із щоденника: публіцистика. — Чернігів: Чернігів. обереги, 2011. — 128 с.
15. Одіссея Юрія Лисянського: іст. нарис. — Ніжин: ПП Пилипенко Н. В. , 2012, — 40 с.
16. Меди і полини історії: іст.-краєзн. нариси. — Чернігів: Десна Поліграф, 2013, — 208 с.
17. Страсбурзький пиріг: шоденникова проза та есеї, — Чернігів: Десна Поліграф, 2013, — 104 с.
18. Моя Шевченкіана: публіцистика, вірші, проза, — Чернігів: Видавець Лозовий В. М., 2014, — 56 с.
19. Мама Ніна із Ніневії: лірика недавніх і минулих літ. — Чернігів: Десна-Поліграф, 2015, — 72 с.

## Відзнаки
Лауреат премій імені Михайла Коцюбинського, Леоніда Глібова, Пантелеймона Куліша, Олекси Десняка, Василя Блакитного та Івана Кошелівця.
Заслужений журналіст України (1998).